# Asura arcuata
Asura arcuata là một loài bướm đêm thuộc phân họ Arctiinae, họ Erebidae.